# Lena Johannson

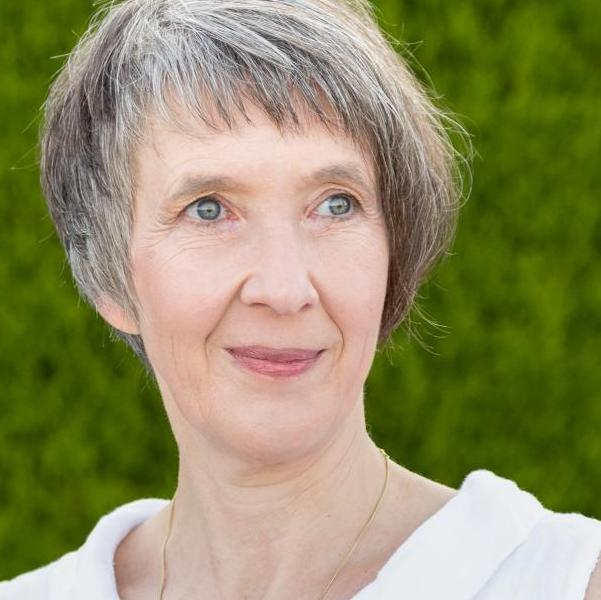
Lena Johannson

Lena Johannson (* 2. Oktober 1967 in Reinbek) ist eine deutsche Schriftstellerin.

## Leben
Lena Johannson absolvierte eine Ausbildung zur Buchhändlerin in Bad Oldesloe. Sie begann eine Ausbildung an einer Schauspielschule, arbeitete als Praktikantin und Regieassistentin am Ohnsorg-Theater in Hamburg und ging für zwei Jahre für ein Tourismusunternehmen ins Ausland, war in der Schweiz, in Tunesien und Sri Lanka tätig. Johannson arbeitete als Reisejournalistin, war freie Mitarbeiterin der Bild am Sonntag und schrieb über Medizinthemen. 2007 veröffentlichte sie ihren ersten Roman. Ihre historischen Romane Das Marzipanmädchen und  Die Bernsteinsammlerin spielen in Lübeck. Die Bernsteinheilerin setzt die Geschichte der Bernsteinsammlerin fort. Die Lebensgeschichte von Signe Munch, Enkelin des Malers und Grafikers Edvard Munch, ist Gegenstand des historischen Romans Die Malerin des Nordlichts.
Viele ihrer Bücher erschienen außerdem auf Tonträgern und wurden auch als E-Book veröffentlicht.

## Werke
- Das Marzipanmädchen. Knaur, München 2007, ISBN 978-3-426-63766-1
- Die Bernsteinsammlerin. Knaur, München 2009, ISBN 978-3-426-63766-1
- Dünenmond – ein Sommer an der Ostsee. Rütten & Löning, Berlin 2009, ISBN 978-3-352-00769-9
- Die Bernsteinheilerin. Knaur, München 2010, ISBN 978-3-426-50509-0
- Rügensommer. Rütten & Loening, Berlin 2011, ISBN 978-3-352-00803-0
- Die Braut des Pelzhändlers. Knaur, München 2011, ISBN 978-3-426-50520-5
- Die unsichtbare Handschrift. Knaur, München 2012, ISBN 978-3-426-50909-8
- Himmel über der Hallig. Rütten & Loening Aufbau Verlag 2012, ISBN 978-3-352-00831-3
- Der Sommer auf Usedom. Rütten & Loening 2013, ISBN 978-3-352-00857-3
- Die Ärztin von Rügen.  Knaur, München 2013, ISBN 978-3426509104
- Große Fische. Aufbau-Verlag 2013, ISBN 978-3-352-00851-1
- Haus der Schuld. Knaur, München 2014, ISBN 978-3-426-51435-1
- Die Inselbahn – ein Sommer auf Sylt. Rütten & Loening 2014, ISBN 978-3-352-00881-8
- Strandzauber. Rütten & Loening 2015, ISBN 978-3-352-00678-4
- Mord auf dem Dornbusch. Aufbau-Verlag 2015, ISBN 978-3-7466-3132-5
- Liebesquartett auf Usedom. Rütten & Loening 2016, ISBN 978-3-352-00883-2
- Sanddornsommer. Knaur, München 2016, ISBN 978-3-426-51771-0
- Blutwasser. dotbooks, München 2017, ISBN 978-3-95824-768-0.
- Die Hallig Ärztin. Ullstein-Verlag, Berlin 2017, ISBN 978-3-548-28832-1.
- Sommernächte und Lavendelküsse. Rütten & Loening, Berlin 2017, ISBN 978-3-352-00896-2.
- Die Bernsteinhexe. Aufbau Verlag, Berlin 2017, ISBN 978-3-7466-3315-2.
- Villa Sanddorn. Droemer Knaur, München 2018, ISBN 978-3-426-52081-9.
- Die Villa an der Elbchaussee. Aufbau Verlag, Berlin 2019, ISBN 978-3-7466-3444-9.
- Jahre an der Elbchaussee. Aufbau Verlag, Berlin 2019, ISBN 978-3-7466-3542-2.
- Sanddorninsel. Knaur-Taschenbuch, 2019, ISBN 978-3-426-52381-0.
- Die Malerin des Nordlichts. Aufbau Verlag, 2019, ISBN 978-3-7466-3424-1.
- Töchter der Elbchaussee. Aufbau Verlag, 2020, ISBN 978-3-7466-3649-8.
- Sommerglück auf der Hallig. Ullstein-Verlag, 2020, ISBN 978-3-548-06201-3.
- Die Frauen vom Jungfernstieg "Gerdas Entscheidung". Aufbau Verlag, 2021, ISBN 978-3-7466-3704-4.
- Die Frauen vom Jungfernstieg "Antonias Hoffnung". Aufbau Verlag, ISBN 978-3-7466-3705-1.
- Die Frauen vom Jungfernstieg "Irmas Geheimnis". Aufbau Verlag, ISBN 978-3-7466-3706-8.
- Sanddornzauber. Knaur Taschenbuch, München 2022, ISBN 978-3-426-52637-8.
- Lena Johannson: Zwischen den Meeren. Aufbau digital, 2022, ISBN 978-3-8412-3088-1.